# Edvard Lauritz Ehlers
Edvard Lauritz Ehlers (ur. 26 marca 1863 w Kopenhadze, zm. 7 maja 1937 tamże) – duński lekarz, dermatolog. Jako jeden z pierwszych opisał zespół, znany dziś jako zespół Ehlersa-Danlosa.
Jego ojciec Eduard Diderik Ehlers był burmistrzem Kopenhagi. Studiował w Berlinie, Wrocławiu, Wiedniu i Paryżu; tytuł doktora medycyny otrzymał w 1891 roku. W 1906 został ordynatorem kliniki dermatologicznej Frederiks Hospital.